# Mistrovství světa v ledním hokeji žen do 18 let 2010
Mistrovství světa v ledním hokeji žen do 18 let 2010 se konalo od 27. března do 3. dubna 2010 v USA ve městě Chicago.

## Hrací formát turnaje
8 účastníků turnaje bylo rozděleno do dvou základních skupin, kde se střetli systémem každý s každým. První týmy obou skupin postupovaly přímo do semifinále playoff. Celky na druhých a třetích místech postupovaly do čtvrtfinále. Poslední týmy obou skupin hrály sérii o udržení na dva vítězné zápasy.

## Skupiny
|  | Postup do semifinále  |
|  | Postup do čtvrtfinále |
|  | Boj o udržení         |

### Skupina A
| Tým      | Z | V | VP | PP | P | VG | IG | B |
| -------- | - | - | -- | -- | - | -- | -- | - |
| USA      | 3 | 3 | 0  | 0  | 0 | 31 | 1  | 9 |
| Finsko   | 3 | 1 | 0  | 0  | 2 | 6  | 9  | 3 |
| Japonsko | 3 | 1 | 0  | 0  | 2 | 7  | 17 | 3 |
| Česko    | 3 | 1 | 0  | 0  | 2 | 6  | 23 | 3 |

| 27. března 2010 15:00 | Česko | 1 – 5 (1–0, 0–2, 0–3) | Finsko |  |  |

| Report |

| 27. března 2010 19:30 | USA | 11 – 1 (2–0, 5–0, 4–1) | Japonsko |  |  |

| Report |

| 28. března 2010 18:30 | Česko | 5 – 3 (4–2, 0–1, 1–0) | Japonsko |  |  |

| Report |

| 28. března 2010 19:30 | Finsko | 0 – 5 (0–0, 0–3, 0–2) | USA |  |  |

| Report |

| 30. března 2010 18:30 | Japonsko | 3 – 1 (2–0, 0–1, 1–0) | Finsko |  |  |

| Report |

| 30. března 2010 19:30 | USA | 15 – 0 (5–0, 6–0, 4–0) | Česko |  |  |

| Report |

### Skupina B
| Tým     | Z | V | VP | PP | P | VG | IG | B |
| ------- | - | - | -- | -- | - | -- | -- | - |
| Kanada  | 3 | 3 | 0  | 0  | 0 | 29 | 3  | 9 |
| Švédsko | 3 | 2 | 0  | 0  | 1 | 9  | 13 | 6 |
| Německo | 3 | 1 | 0  | 0  | 2 | 7  | 21 | 3 |
| Rusko   | 3 | 0 | 0  | 0  | 3 | 5  | 13 | 0 |

| 27. března 2010 16:00 | Kanada | 6 – 3 (3–1, 1–1, 2–1) | Rusko |  |  |

| Report |

| 27. března 2010 18:30 | Švédsko | 5 – 4 (3–2, 2–1, 0–1) | Německo |  |  |

| Report |

| 28. března 2010 15:00 | Švédsko | 4 – 1 (1–0, 2–0, 1–1) | Rusko |  |  |

| Report |

| 28. března 2010 16:00 | Německo | 0 – 15 (0–5, 0–4, 0–6) | Kanada |  |  |

| Report |

| 30. března 2010 15:00 | Rusko | 1 – 3 (0–1, 0–1, 1–1) | Německo |  |  |

| Report |

| 30. března 2010 16:00 | Kanada | 8 – 0 (3–0, 4–0, 1–0) | Švédsko |  |  |

| Report |

## O udržení
- Hráno na dva vítězné zápasy.

| 31. března 2010 18:30 | Česko | 5 – 0 (1–0, 0–0, 4–0) | Rusko |  |  |

| Report |

| 2. dubna 2010 15:00 | Rusko | 1 – 3 (0–1, 0–1, 1–1) | Česko |  |  |

| Report |

- Utkání 3. dubna se již nemuselo hrát, neboť bylo rozhodnuto.

 Rusko sestoupilo do 1. divize na Mistrovství světa v ledním hokeji žen do 18 let 2011.

## Playoff

### Čtvrtfinále
| 31. března 2010 16:00 | Švédsko | 2 – 1 (0–0, 2–0, 0–1) | Japonsko |  |  |

| Report |

| 31. března 2010 19:30 | Finsko | 1 – 2 P (0–0, 1–0, 0–1, 0–1) | Německo |  |  |

| Report |

### Semifinále
| 2. dubna 2010 16:00 | Kanada | 10 – 0 (2–0, 1–0, 7–0) | Německo |  |  |

| Report |

| 2. dubna 2010 19:30 | ' | 5 – 0 (2–0, 2–0, 1–0) | Švédsko |  |  |

| Report |

### O 5. místo
| 2. dubna 2010 18:30 | Finsko | 4 – 1 (1–0, 1–0, 2–1) | Japonsko |  |  |

| Report |

### O 3. místo
| 3. dubna 2010 15:00 | Švédsko | 7 – 3 (4–1, 3–0, 0–2) | Německo |  |  |

| Report |

### Finále
| 3. dubna 2010 19:30 |  | 4 – 5 P (3–1, 1–2, 0–1, 0–1) | Kanada |  |  |

| Report |

## Konečné umístění
| Zlatá medaile    | Kanada   |
| Stříbrná medaile | USA      |
| Bronzová medaile | Švédsko  |
| 4                | Německo  |
| 5                | Finsko   |
| 6                | Japonsko |
| 7                | Česko    |
| 8                | Rusko    |

## 1. divize
| Tým        | Z | V | VP | PP | P | VG | IG | B  |
| ---------- | - | - | -- | -- | - | -- | -- | -- |
| Švýcarsko  | 5 | 5 | 0  | 0  | 0 | 44 | 5  | 15 |
| Francie    | 5 | 4 | 0  | 0  | 1 | 16 | 15 | 12 |
| Slovensko  | 5 | 3 | 0  | 0  | 2 | 17 | 9  | 9  |
| Rakousko   | 5 | 2 | 0  | 0  | 3 | 16 | 14 | 6  |
| Norsko     | 5 | 1 | 0  | 0  | 4 | 14 | 27 | 3  |
| Kazachstán | 5 | 0 | 0  | 0  | 5 | 9  | 46 | 0  |

 Švýcarsko postoupilo mezi elitu na Mistrovství světa v ledním hokeji žen do 18 let 2011